# Reece Bell
Reece Bell (27 agosto 2001) è una sciatrice alpina britannica.

## Biografia
Specialista delle prove tecniche figlia di Martin e nipote di Graham, a loro volta sciatori alpini, pur gareggiando per la nazionale britannica è originaria di Eagle, negli Stati Uniti. Attiva dal febbraio del 2018, in Nor-Am Cup ha debuttato il 2 gennaio 2019 a Georgian Peaks in slalom gigante (22ª) e ha ottenuto il primo podio il 18 dicembre 2021 a Panorama in slalom speciale (3ª); ha debuttato in Coppa del Mondo il 29 dicembre dello stesso anno a Lienz nella medesima specialità, senza completare la prova, e ai Campionati mondiali a Courchevel/Méribel 2023, dove non ha completato lo slalom speciale. Ai Mondiali di Saalbach-Hinterglemm 2025 si è classificata 20ª nello slalom speciale; non ha preso parte a rassegne olimpiche.

## Palmarès

### Coppa Europa
- Miglior piazzamento in classifica generale: 120ª nel 2024

### Nor-Am Cup
- Miglior piazzamento in classifica generale: 35ª nel 2023
- 2 podi:
  - 1 secondo posto
  - 1 terzo posto

### Australia New Zealand Cup
- Miglior piazzamento in classifica generale: 5ª nel 2025
- 2 podi:
  - 1 secondo posto
  - 1 terzo posto